# Clayton (football)
Pour les articles homonymes, voir Clayton.
Clayton Ferreira Cruz, plus communément appelé Clayton, est un footballeur brésilien né le 19 juillet 1975 à São João do Paraíso.

## Palmarès
Avec le FC Porto :
- Champion du Portugal en 2003
- Vainqueur de la Coupe du Portugal en 2000, 2001 et 2003
- Vainqueur de la Supercoupe du Portugal en 2001
- Vainqueur de la Coupe UEFA en 2003